# Karg György
Báró bebenburgi Karg György János Frigyes Mária (Budapest, 1893. június 20. – München, 1969. október 15.) osztrák-magyar haditengerész tiszt, földbirtokos. Az I. világháború után a m. kir. Folyamőrségben szolgált.

## Élete
1893. június 20-án született Budapesten, báró bebenburgi Karg János (1859 – 1934) vezérkari százados és gróf hallerkeői Haller Antónia (1859 – 1947) elsőszülött gyermekeként. A család Bajorországból származott, bárói címüket a 17. század elején kapták, az egyik leszármazott, Franz Xaver a 18. század második felében állt a Habsburgok szolgálatába, tőle származik a família osztrák-magyar ága. A Karg család számos tagja lépett állami, illetve katonatiszti pályára, György édesapja gyalogsági tábornokként a m. kir. honvédség utolsó főparancsnoka volt.
1911-ben tengerész tisztjelöltként (Seeaspirant) lépett a cs. és kir. haditengerészet kötelékébe (tehát nem a fiumei akadémián végzett). A tisztjelölti iskolán többek közt Grosschmid István és Hardy Kálmán is osztálytársa volt. 1912 júniusában az SMS Adrmiral Spaun kiscirkáló fedélzetére osztották be, majd az SMS Erzherzog Friedrich-re, majd a következő év február elsejével tengerészkadéttá léptették elő. Az utolsó békeévben az SMS Szigetvár cirkálón és az SMS Radetzky sorhajón szolgált. 1914-ben két alkalommal is előléptették, június 1-el tengerészzászlóssá, majd a fregatthadnagyi rendfokozatot már augusztus 1-el megkapta. Még a háború kitörése előtt az SMS Gää torpedóraktár-hajóra vezényelték.

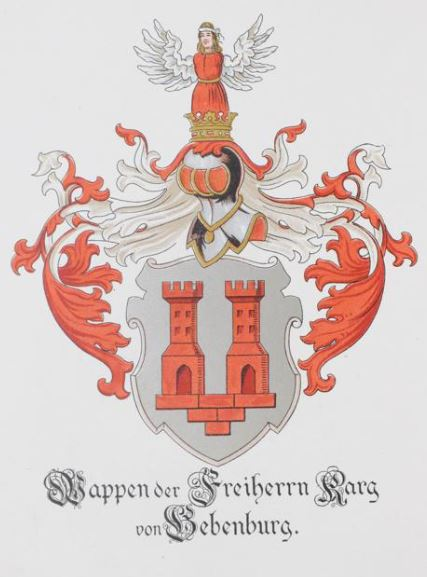
A báró bebenburgi Karg család címere

Az I. világháború kezdetén az SMS Budapest partvédő páncélosra osztották be navigációs tisztként. Ebben a beosztásban vett részt a Lovčen-hegy ostromában, 1916 januárjában. A háború végén az SMS Viribus Unitisen szolgált, annak elsüllyedéséig. 
A Tanácsköztársaság alatt a Vörös Dunai Hajórajban szolgált, többek közt az "a" és az "n" jelű páncélos motorcsónakok parancsnokaként. Később a m. kir. Folyamőrség állományában folytatta pályafutását.    
1919. november 7-én Budapesten feleségül vette a vallon eredetű nemesi családból származó báró Piret de Bihain Lajos lányát, Erzsébet Karolinát (1895–1980). A házasságból egy leánygyermek született, Irma, 1920. november 6-án.
1921-ben írt egy rövid visszaemlékezést a Lovčen-hegy 1916-os ostromáról, amelyet a Hadtörténelmi Közlemények megjelentetett.
1927-ben a budapest Révfőkapitányságon dolgozott, mint szabályzatszerkesztési biztos.
1932. októberétől a Honvédelmi Minisztérium 1/a osztályán szolgált, majd a következő évtől a folyamőr parancsnokságon a folyamőr osztály vezetője lett. 
Karg György igen jómódú volt, 1935-ben keresete majdnem 54 000 pengőre rúgott, teljes vagyona pedig 971 000 pengőre. Jelentős földbirtokai voltak a Nyírségben, valamint egy körülbelül 100 főt foglalkoztató fűrészüzeme.
1941-ben az V. hadtest leventeparancsnokaként tevékenykedett.
1944-ben vonult nyugalomba főtörzskapitányi (ezredesi) rendfokozatban. A háború után birtokait elkobozták, 1969-ben bekövetkezett haláláig Németországban élt.

## Művei
- Báró Karg György: Hadihajóink részvétele a Lovčen bevételénél. In: Hadtörténelmi Közlemények. 1919-1921. évfolyam, 20-22. kötet. Budapest, 1921. 126-136. oldal

## Előmenetele
- Tengerészkadét: 1913. február 1.
- Tengerészzászlós: 1914. június 1.
- Fregatthadnagy 1914. augusztus 1.
- Sorhajóhadnagy 1918. november 1.
- II. osztályú törzskapitány 1933 (?)
- Törzskapitány 1937. november 1.
- Főtörzskapitány 1941. november 1.

## Kitüntetései
Viselési sorrendben felsorolva.
- Magyar Érdemrend tisztikeresztje (1942)
- Magyar Érdemrend lovagkeresztje (1937)
- Ezüst Katonai Érdemérem, hadiszalagon, a kardokkal (1918)
- Bronz Katonai Érdemérem, hadiszalagon, a kardokkal (1916)
- Magyar Koronás Bronzérem, szalagján az elmaradt háborús kitüntetés kisebbített alakjával (Katonai Érdemkereszt III. osztálya, hadiszalagon a kardokal)
- Magyar Koronás Bronzérem, piros-fehér szegélyes sötét smaragdzöld szalagon
- Károly Csapatkereszt
- Magyar Háborús Emlékérem, kardokkal és sisakkal
- Tiszti Szolgálati Jel II. osztálya (1941)
- Felvidéki Emlékérem
- Erdélyi Emlékérem
- 1912/13-as Emlékkereszt
- német Vaskereszt 2. osztálya (1918)[17]
- olasz Koronarend tiszti keresztje (1937)[18]